# Кубок Косова з футболу 2015—2016
Кубок Косова з футболу 2015–2016 — 8-й розіграш кубкового футбольного турніру в Косові після проголошення незалежності. Титул здобула Приштина.

## Перший раунд
| Команда 1       | Рахунок           | Команда 2           |
| --------------- | ----------------- | ------------------- |
| 13 жовтня 2015  |                   |                     |
| КЕК (2)         | +:-               | Феронікелі          |
| 14 жовтня 2015  |                   |                     |
| Фламуртарі (2)  | 0:2               | Трепча'89           |
| Веллажнімі (2)  | 0:1               | Лірія               |
| Феріжай (2)     | 1:1 дч пен. 11:10 | Фуше-Косова         |
| Дукаджині (2)   | 2:1               | Трепча              |
| Айвалія         | 6:0               | Косова Пріштіне (2) |
| Раговеці (2)    | 0:0 дч пен. 4:5   | Приштина            |
| Тефік Чанга (3) | +:-               | Беса                |
| Балкані (2)     | 1:2               | Дріта               |
| Дреніца         | 4:3               | Бегарі (2)          |
| Башкімі (3)     | 1:3               | Ллапі               |
| Істогу          | 2:0               | 2 Корріку (2)       |
| Вітіа (2)       | 0:2               | Гнілане             |
| Люфтерарі (2)   | 1:2               | Вуштррія            |

## 1/8 фіналу
| Команда 1       | Рахунок | Команда 2   |
| --------------- | ------- | ----------- |
| 19 лютого 2016  |         |             |
| Трепча'89       | 1:0     | Лірія       |
| 20 лютого 2016  |         |             |
| Дреніца         | 2:0     | КЕК (2)     |
| Приштина        | 5:1     | Істогу      |
| Тефік Чанга (3) | 0:6     | Гнілане     |
| 21 лютого 2016  |         |             |
| Дріта           | 3:1     | Айвалія     |
| Дукаджині (2)   | 0:1     | Феріжай (2) |
| Вуштррія        | 0:2 дч  | Ллапі       |

## Чвертьфінали
Приштина до півфіналу після жеребкування.
| Команда 1       | Рахунок | Команда 2 |
| --------------- | ------- | --------- |
| 16 березня 2016 |         |           |
| Дреніца         | 0:1     | Дріта     |
| Ллапі           | 4:0     | Гнілане   |
| 17 березня 2016 |         |           |
| Феріжай (2)     | 1:3 дч  | Трепча'89 |

## Півфінали
| Команда 1                | Заг. | Команда 2 | 1-й матч | 2-й матч |
| ------------------------ | ---- | --------- | -------- | -------- |
| 27 квітня/18 травня 2016 |      |           |          |          |
| Приштина                 | 4:1  | Ллапі     | 3:0      | 1:1      |
| Трепча'89                | 1:3  | Дріта     | 1:0      | 0:3      |

## Фінал
| 28 травня 2016 14:00 (CET) |

| Приштина       | 2:1      | Дріта     |
| -------------- | -------- | --------- |
| Халід 71', 74' | Протокол | Сейдю 31' |

| Міський стадіон, Приштина |

| Приштина | Дріта |